# Aeroporto Filipe Jacinto Nyusi
Aeroporto Filipe Jacinto Nyusi, é o nome oficial do Aeroporto de Xai-Xai, também conhecido como Aeroporto de Chongoene, um aeroporto que serve a região de Xai-Xai na província de Gaza, em Moçambique e está localizado a 32 km da cidade. Foi inaugurado em 29 de Novembro de 2021.
O aeroporto, construído na zona de Nhacutse, ocupa uma área de 140 ha, tendo a pista 1800 m de comprimento e 45 de largura. Dispõe de terminal de passageiros, terminal de carga e edifícios de apoio. O trabalho foi realizado sobretudo por firmas chinesas, tais como a Hebei Construction Group e a CSI- China Shandong International. A infraestrutura tem uma capacidade para receber 220.000 passageiros por ano e a sua abertura estava prevista para Outubro de 2021.

## Historial
Em 19 de Abril de 2017, o presidente Filipe Nyusi anunciou que um aeroporto seria construido para servir a capital da província de Gaza.
O aeroporto foi financiado e construído pela China e foram investidos cerca de 70 milhões de USD. O documento que confirmou o donativo para a construção foi assinado por representantes dos governos moçambicano e chinês em 8 de Dezembro de 2021. A obra teve o seu início em 5 de Outubro de 2018. 

## Linhas Aéreas e Destinos
O primeiro voo comercial para o aeroporto foi realizado em 18 de Dezembro pela LAM a partir de Joanesburgo com paragem em Maputo, representando o início de uma ligação semanal ao sábado. No entanto, o uso do aeroporto continua a ser muito baixo tendo sido reportado que de Janeiro ao início de Dezembro de 2023 apenas 30 passageiros o utilizaram. Para tentar rentabilizar a infraestrutura, o governo, através da direcção da empresa Aeroportos de Moçambique, reuniu-se com organizações representativas de mineiros moçambicanos trabalhando na África do Sul em Novembro de 2023 para negociar o seu transporte para a visita natalícia de avião e mais concretamente para este aeroporto, até considerando que muitos desses emigrantes são oriundos da província de Gaza. Para este efeito foi estabelecida uma ligação entre este aeroporto e o de Lanseria, em Joanesburgo, cujo primeiro vôo teve lugar em 23 de Dezembro de 2023 e prevê transportar 3000 mineiros até ao dia 3 de Janeiro de 2024.

## Controvérsias
A construção do aeroporto foi rodeada de várias controvérsias, especialmente a de se tornar mais um elefante branco, a juntar ao Aeroporto de Nacala. A obra foi resultado de um donativo da China e irá aumentar o passivo da Aeroportos de Moçambique, uma empresa já em falência técnica.
Esta empresa afirma, no entanto, que tem um plano de marketing para o rentabilizar com actividades que não estão relacionadas com transportes, e o governo afirma que irá contribuir para o desenvolvimento económico, especialmente do turismo.
Outra controvérsia está relacionada com a demora na atribuição de indemnizações às 400 pessoas residentes no local e à exumação e mutilação de cadáveres em cemitérios locais durante a construção. Em Maio de 2022 foi noticiado que afinal, o aeroporto não reunia condições para receber voos internacionais e que, por isso, a infraestrutura tinha sido classificada como aeródromo regional pelo Instituto de Aviação Civil de Moçambique (IACM). Finalmente, o presidente foi criticado por demonstrar falta de humildade por permitir que o aeroporto levasse o seu próprio nome.